# Johannes Iversen (Politiker)
Johannes Theodor Iversen (* 2. April 1888 in Munkbrarup; † 28. Mai 1948 in Rendsburg) war ein deutscher Politiker.

## Leben und Beruf
Iversen war Pastor von Beruf.  Von Oktober 1917 bis 1928 war er der Pastor an der Katharinenkirche in Neuenbrook im Kreis Steinburg, danach bis 1948 Pastor an der Marienkirche in Rendsburg.

## Abgeordneter
Iversen gehörte 1946 dem ersten ernannten Landtag von Schleswig-Holstein an. Ursprünglich fraktionslos schloss er sich am 13. März 1946 als Hospitant der CDU-Fraktion an. Am 11. April 1946 wurde er zum stellvertretenden Schriftführer des Landtages gewählt. Er war Mitglied im Ausschuss für Flüchtlingswesen, im Euthanasieausschuss und im Volksbildungsausschuss.